# The One (bài hát của The Chainsmokers)
"The One" là một bài hát của The Chainsmokers dành cho album phòng thu đầu tay của họ Memories...Do Not Open (2017). Bài hát được phát hành dưới dạng đĩa đơn quảng bá từ album vào ngày 27 tháng 3 năm 2017. Bài hát được đồng sáng tác cùng với hai nghệ sĩ đã tham gia hợp tác gần đây là Scott Harris và Emily Warren.

## Bối cảnh
Nhịp điệu của bài hát đã được giảm xuống so với những bài hát trước của The Chainsmokers. Drew Taggart là người thể hiện bài hát này. YourEDM mô tả nó là một bài hát nhẹ nhàng "bắt đầu với điệu ballad và nhẹ nhàng đi vào giai điệu EDM vào lúc cao trào, trong lúc âm bass bắt đầu đi vào". MTV mô tả nó là một "bài hát chia tay đầy nặng trĩu".

## Xếp hạng
| Bảng xếp hạng (2017)                              | Vị trí cao nhất |
| ------------------------------------------------- | --------------- |
| Canada (Canadian Hot 100)                         | 86              |
| Trường songid là BẮT BUỘC CHO BẢNG XẾP HẠNG ĐỨC   | 80              |
| Ireland (IRMA)                                    | 55              |
| Ý (FIMI)                                          | 95              |
| New Zealand Heatseekers (RMNZ)                    | 3               |
| Scotland (OCC)                                    | 37              |
| Thụy Điển (Sverigetopplistan)                     | 51              |
| Anh Quốc (OCC)                                    | 84              |
| Hoa Kỳ Bubbling Under Hot 100 Singles (Billboard) | 2               |
| Hoa Kỳ Hot Dance/Electronic Songs (Billboard)     | 12              |